# 扎多克·卡恩
扎多克·卡恩（法語：Zadoc Kahn，法語發音：[zadɔk kan]；1839年2月18日—1905年12月8日）出生於法國下萊茵省莫默奈姆，曾經是法國猶太教首席拉比。

## 生平
他們的家族源自於阿什肯納茲猶太人，母親是萊茵蘭的拉比，1856年考進梅斯的神學院，1859年成為當時法國首席拉比拉扎爾·伊西多爾的助理，1889年拉扎爾·伊西多爾逝世，扎多克·卡恩接任法國首席拉比。

## 平反反猶太運動
扎多克·卡恩為德雷福斯事件的阿尔弗雷德·德雷福斯努力奔走，企圖扭轉當時社會氣氛的反猶太主義，成功平反之後，扎多克·卡恩幫阿尔弗雷德·德雷福斯和露西·德雷福斯在巴黎大猶太會堂證婚。
他也支持錫安之愛以及西奧多·赫茨爾的猶太建國主義。

## 受獎
- 法國榮譽軍團勳章
- 學術棕櫚勳章